# Etia nguti
Etia nguti és una espècie de peix de la família dels cíclids i de l'ordre dels perciformes.

## Morfologia
- Els mascles poden assolir 13,3 cm de longitud total.[1]

## Hàbitat
Viu en zones de clima tropical entre 0-2 m de fondària.

## Distribució geogràfica
Es troba a Àfrica: Camerun.